# ルーカス・アルカラス
ルイス・ルーカス・アルカラス・ゴンサレス（Luis Lucas Alcaraz González, 1966年6月21日 - ）は、スペイン・グラナダ出身のサッカー指導者。守備的な戦術を用いる。

## 経歴
グラナダCFにて監督業をスタート。2001-02シーズン、レクレアティーボ・ウェルバをプリメーラ・ディビシオンへ昇格させ、翌シーズンは降格となったが、コパ・デル・レイ準優勝を果たした。2003-04シーズンにラシン・サンタンデール監督に就任、2005年2月に解任されるまで務めた。
2005-06シーズン、セグンダ・ディビシオンのヘレスCDを6位に導く。2006-07シーズンはレアル・ムルシアを昇格させた。しかし、翌シーズンは補強の失敗もあり2008年3月に解任となった。2008年11月、プリメーラで低迷するレクレアティーボの監督に復帰するも、最下位での降格となった。2011-12シーズン、UDアルメリア監督に復帰したが、2012年4月に途中解任。2013年1月、グラナダの監督に復帰し、見事残留に導いた。
2014年10月21日、レバンテUDの監督に就任した。アルカラス就任時のレバンテは降格圏の19位に沈んでいたが、チームを立て直し、最終的に14位でチームを残留に導いた。しかし翌2015-2016シーズンは序盤から苦境に陥り、第9節時点でわずか1勝という極度の不振に陥り、第9節のレアル・ソシエダ戦に0-4の大敗を喫した直後の2015年10月25日に解任が発表された。
2016年10月4日、パコ・ヘメスを解任したばかりの古巣グラナダCFの監督就任が発表された。グラナダでの指揮は通算3度目。監督就任時からチームは最下位に低迷していたが、就任後の第8節から31節までの24試合で4勝6分14敗という成績で、依然としてチームは降格圏の19位に位置するなどチームの立て直しは叶わず、2017年4月10日に成績不振により解任が発表された。

## 監督成績
2023年5月7日現在
| クラブ                     | 就任           | 退任           | 記録 | 記録 | 記録 | 記録 | 記録   |
| クラブ                     | 就任           | 退任           | 試   | 勝   | 分   | 敗   | 勝率   |
| -------------------------- | -------------- | -------------- | ---- | ---- | ---- | ---- | ------ |
| グラナダ                   | 1995年10月     | 1998年2月      | 106  | 44   | 35   | 27   | 041.51 |
| アルメリア                 | 1998年7月      | 1998年11月     | 11   | 2    | 5    | 4    | 018.18 |
| ドス・エルマナス           | 1999年7月      | 2000年6月      | 39   | 14   | 17   | 8    | 035.90 |
| レクレアティーボ・ウェルバ | 2000年7月      | 2003年6月      | 134  | 47   | 51   | 36   | 035.07 |
| ラシン・サンタンデール     | 2003年7月      | 2005年2月      | 68   | 20   | 16   | 32   | 029.41 |
| ヘレス                     | 2005年7月      | 2006年6月      | 46   | 20   | 15   | 11   | 043.48 |
| レアル・ムルシア           | 2006年7月      | 2008年3月      | 71   | 25   | 22   | 24   | 035.21 |
| レクレアティーボ・ウェルバ | 2008年11月     | 2009年6月      | 34   | 8    | 8    | 18   | 023.53 |
| コルドバ                   | 2009年7月      | 2011年6月      | 92   | 31   | 27   | 34   | 033.70 |
| アルメリア                 | 2011年7月      | 2012年4月      | 35   | 15   | 14   | 6    | 042.86 |
| アリス                     | 2012年12月     | 2013年1月      | 8    | 2    | 4    | 2    | 025.00 |
| グラナダ                   | 2013年1月      | 2014年6月      | 57   | 19   | 9    | 29   | 033.33 |
| レバンテ                   | 2014年10月21日 | 2015年10月25日 | 43   | 10   | 13   | 20   | 023.26 |
| エルチェ                   | 2016年6月11日  | 2016年6月17日  | 0    | 0    | 0    | 0    | —      |
| グラナダ                   | 2016年10月3日  | 2017年4月10日  | 26   | 5    | 6    | 15   | 019.23 |
| アルジェリア代表           | 2017年4月13日  | 2017年10月18日 | 5    | 2    | 0    | 3    | 040.00 |
| アルジェリア代表 A         | 2017年4月13日  | 2017年10月18日 | 2    | 0    | 1    | 1    | 000.00 |
| アルメリア                 | 2017年11月16日 | 2018年4月24日  | 21   | 6    | 6    | 9    | 028.57 |
| レアル・サラゴサ           | 2018年10月22日 | 2018年12月17日 | 8    | 1    | 2    | 5    | 012.50 |
| アルバセテ・バロンピエ     | 2020年2月3日   | 2020年10月13日 | 21   | 5    | 10   | 6    | 023.81 |
| オリンピアコス・ニコシア   | 2021年12月29日 | 2022年2月16日  | 8    | 0    | 2    | 6    | 000.00 |
| UDイビサ                   | 2022年11月28日 |                | 23   | 3    | 8    | 12   | 013.04 |
| 合計                       | 合計           | 合計           | 854  | 278  | 272  | 304  | 032.55 |